# Hal Roach
Hal Roach, celým jménem Harry Eugene Roach Sr. (14. ledna 1892 Elmira, New York, USA – 2. listopadu 1992 Los Angeles, Kalifornie) byl americký filmový producent a režisér, jeden z průkopníků němé grotesky.
V mládí byl zlatokopem na Aljašce, pak se uchytil v Hollywoodu jako komparzista. V roce 1914 založil Hal Roach Studios, kde točil filmy s dvojicí Laurel a Hardy, Haroldem Lloydem a Charley Chasem. K jeho úspěšným projektům patřily i komediální série Our Gang a Hal Roach's Streamliners. V roce 1927 uzavřel smlouvu se společností Metro-Goldwyn-Mayer. Ve zvukovém filmu se zaměřil na vážná témata, pozitivní ohlas kritiky sklidil za adaptaci knihy O myších a lidech, kterou v roce 1939 režíroval Lewis Milestone. Za druhé světové války se věnoval výrobě propagandistických filmů pro americkou armádu, po válce jeho studio produkovalo převážně televizní programy.
V roce 1983 obdržel Academy Honorary Award.
Producentem byl i jeho syn Hal Roach Jr.